# Fusello

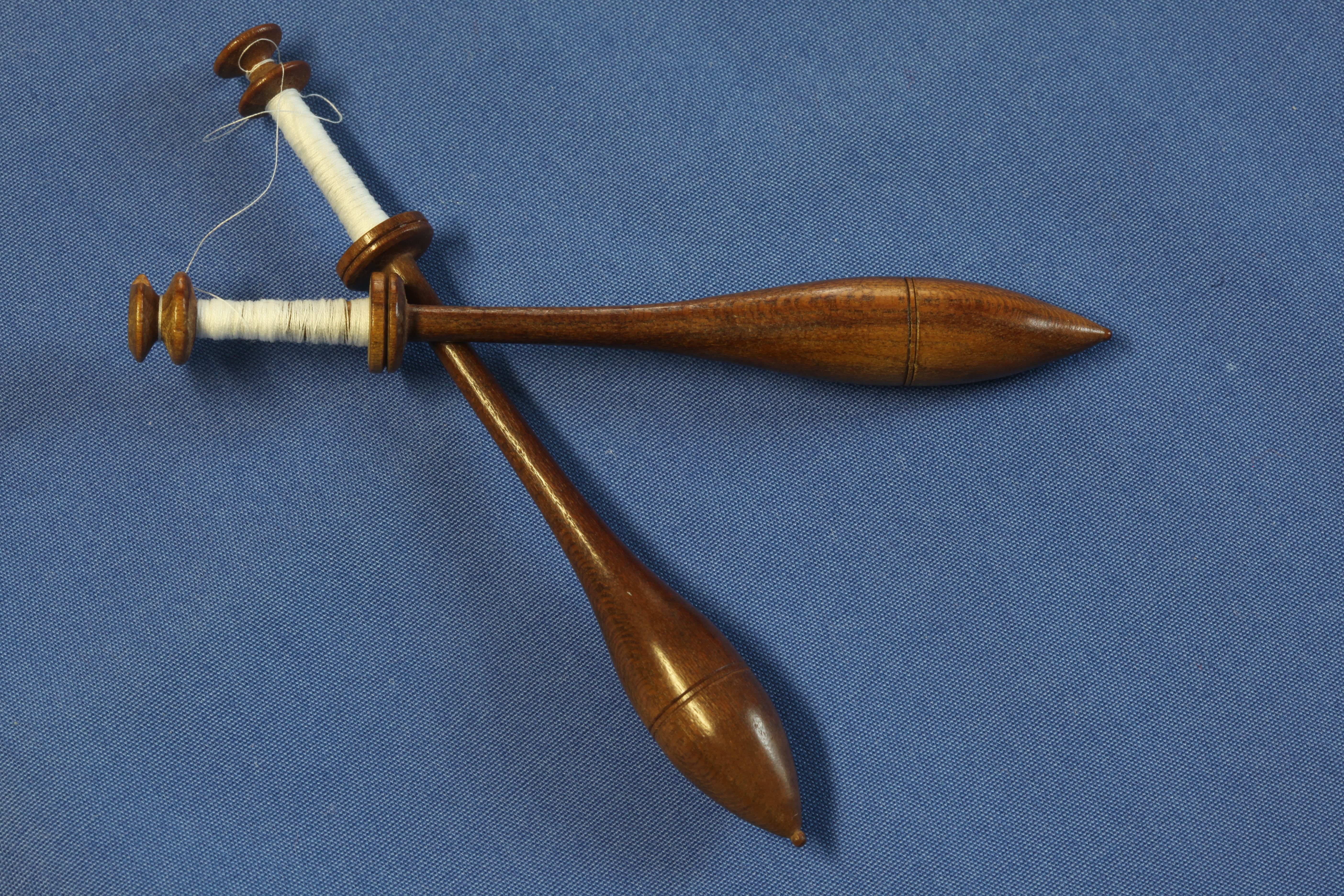
Fuselli svizzeri

Il fusello, il termine viene usato solitamente al plurale fuselli, è un attrezzo che unitamente al tombolo è utilizzato per realizzare merletti detti appunto a fuselli. Consiste in un particolare tipo di rocchetto dove viene avvolto il filato.

## Storia
Anche se il loro uso uselli è antico, fuselli in osso sono stati rinvenuti in tombe etrusche, le prime documentazioni, in risalgono al xv secolo. C'è chi ritiene che la tecnica del pizzo dalle Fiandre, nel corso del XVI secolo, si sia diffusa in tutta Europa, anche se già attestata nel 1493, in Abruzzo, e nel 1476, un documento della famiglia D'Este di Ferrara fa riferimento ad un contratto stipulato a Milano avente come oggetto "una striscia a dodici fusi" per lenzuolo.

## Caratteristiche
Il fusello è un piccolo manufatto, lungo da 4 a 16 cm., di forma affusolata, con la parte superiore destinata allo stoccaggio del filo e la 
parte inferiore che serve come impugnatura durante la lavorazione, quando i fuselli vengono spostati per creare l'intreccio di fili che va a costruire il merletto.

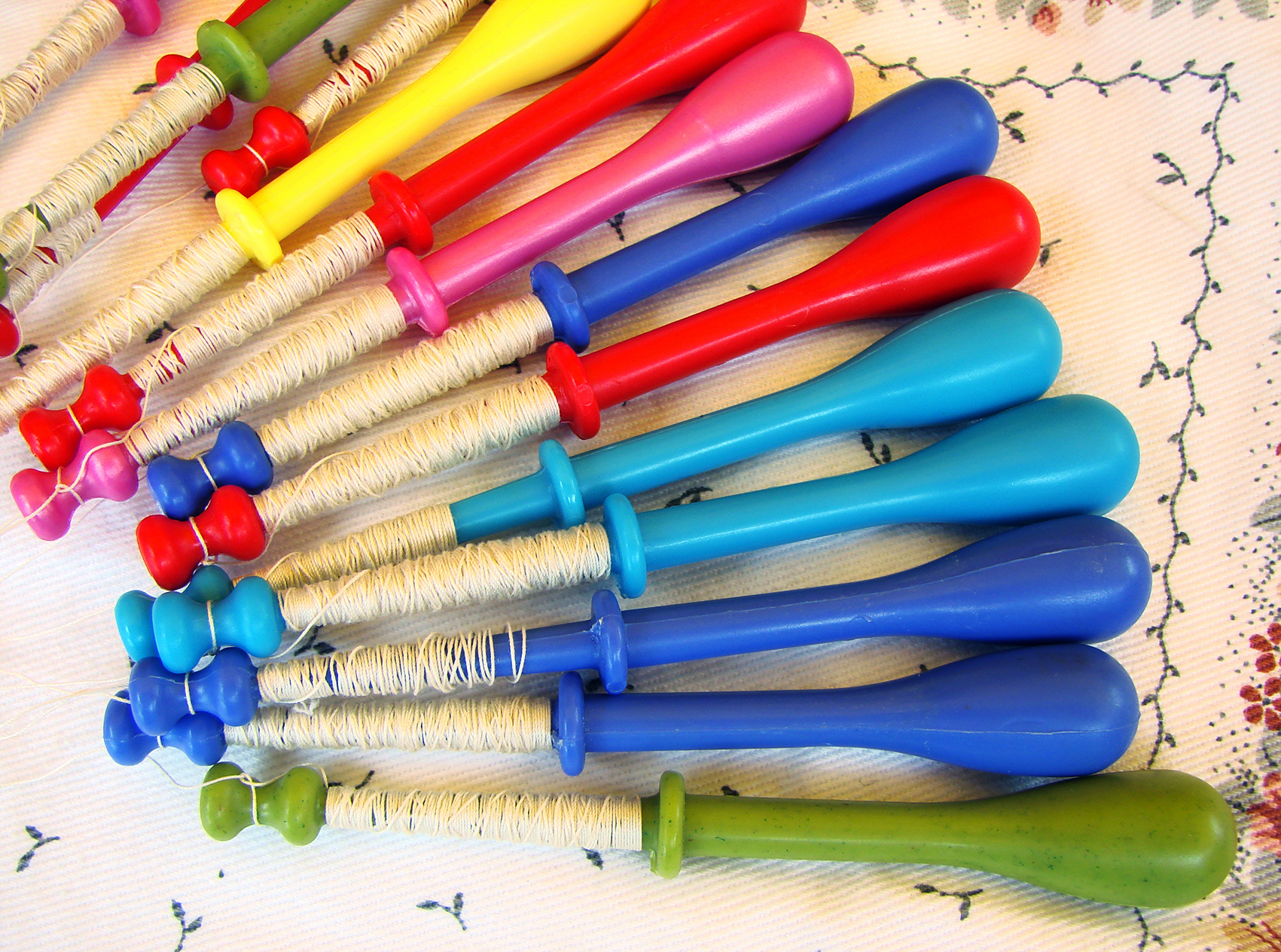
Moderni fuselli in plastica colorata

Generalmente realizzato in legno, lavorato al tornio, ve ne sono in plastica, osso, avorio, vetro, metallo, anche prezioso se oggetto da collezione.
La forma del fusello varia in rapporto all'uso: per tombolo, macramè, filo metallico, e soprattutto con gli usi e tradizioni locali.